# François de Berton des Balbes de Crillon
Pour les articles homonymes, voir Maison de Crillon.
 François des Balbes de Berton de Crillon  (né le 17 mars 1648 - mort le 30 octobre 1720) est un ecclésiastique français, membre de la maison de Crillon qui fut successivement évêque de Vence puis archevêque de Vienne.

## Biographie
François est le 3e fils de Louis III Des Balbes de Berton de Crillon et de son épouse Marie d'Abertas de Gémenos. Il est l'oncle paternel de deux évêques Jean-Louis Des Balbes de Berton de Crillon, évêque de Saint-Pons-de-Thomières et Dominique Laurent Des Balbes de Berton de Crillon, évêque de Glandèves.
Ordonné prêtre le 21 février 1671, il est licencié en droit et en droit canon, docteur en théologie de « la Sapience » à Rome. Vicaire général de l'évêché de Saint-Paul-Trois-Châteaux, et prévôt de Cavaillon, il est choisi comme évêque de Vence par Louis XIV le 25 mai 1697. Confirmé le 20 novembre, il est consacré en décembre dans l'église des Jésuites d'Avignon par Lorenzo Fieschi l'archevêque d'Avignon.
Le 1er novembre 1701, Il est nommé abbé commendataire de l'abbaye de bénédictins Saint-Liguaire à Niort. Il est ensuite promu à l'archidiocèse de Vienne le 31 mars 1714. Très « orthodoxe » il publie la bulle Unigenitus et meurt à Vienne le 30 octobre 1720.